# 15414 Pettirossi
15414 Pettirossi eller 1998 BC35 är en asteroid i huvudbältet som upptäcktes den 26 januari 1998 av Spacewatch vid Kitt Peak-observatoriet. Den är uppkallad efter Silvio Pettirossi.
Asteroiden har en diameter på ungefär 4 kilometer och den tillhör asteroidgruppen Koronis.